# Moldpres
Instituția Publică Agenția Informațională de Stat „Moldpres” este o agenție de presă guvernamentală la autogestiune din Republica Moldova, fondată prin Hotărârea Sovietului Suprem al RSSM nr. 122-XII din 20 iunie 1990, în urma lichidării Agenției Moldovenești de Informații ATEM 
Activitatea de bază a Agenției constă în mediatizarea evenimentelor desfășurate în țară și peste hotare, informarea corectă, echidistantă, transparentă și asigurarea pluralismului de opinie. De asemenea, o altă funcție este cea de asigurare a diseminării informațiilor (știrilor, interviurilor, reportajelor, fotoreportajelor) din prima sursă către agențiile de presă străine. Totodată, o altă importantă activitate a AIS „Moldpres” este cea de editarea și tipărire a Monitorului Oficial al Republicii Moldova.

## Descriere
Agenția este persoană juridică și activează în condiții de autogestiune, are balanță autonomă, conturi în bănci, inclusiv în valută, poate încheia, în numele propriu, contracte, își poate asuma obligațiuni, poate participa, în calitate de reclamant și reclamat, în instanțele de judecată. Dispune de ștampilă cu Stema de Stat a Republicii Moldova și formulare cu numărul înregistrării de stat.
Denumirea deplină a întreprinderii este Întreprinderea de Stat "Agenția Informațională de Stat "Moldpres", iar denumirea prescurtată - "MOLDPRES" Î.S.
Sediul întreprinderii se află în municipiul Chișinău, str. Pușkin, nr. 22, CP MD-2012.
Întreprinderea este condusă de directorul general, numit în funcție și eliberat din funcție de guvern. Consiliul de administrație este constituit din 9 persoane, desemnate pe un termen de 2 ani. Din componența Consiliului fac parte, în mod obligatoriu, directorul general al întreprinderii, reprezentanți ai guvernului, în număr de 3 persoane, și ai colectivului de muncă, în număr de 5 persoane. Președintele Consiliului de administrație și membrii acestuia, reprezentanții guvernului sunt confirmați de către guvern.
Din noiembrie 2009, director general al agenției este Vladimir Darie. El l-a înlocuit în funcție pe Valeriu Reniță, care a condus agenția din anul 2004.

## Istoric
A fost fondată prin Hotărârea Sovietului Suprem al RSSM nr. 122-XII din 20 iunie 1990 în urma lichidării Agenției Moldovenești de Informații ATEM.
Imediat după înființare, Agenția Națională de presă „Moldova-pres”, cum fusese denumită inițial, a stabilit primele relații de colaborare cu Agenția Națională de Presă „Rompres” din România și cu Agenția de știri ITAR-TASS din Rusia.
În timpul războiulul din Transnistria, reporterii „Moldpres” au relatat situația din zona de conflict, constituind la acea vreme unica sursă veridică de informare din regiune.
Fiind subordonată inițial Parlamentului, în anul 1994 agenția a trecut în gestiunea Guvernului Republicii Moldova și a devenit editorul „Monitorului Oficial al Republicii Moldova”.
În urma unor modificări structurale, Moldpres a fost transformată într-o structură mass-media modernă, cu trei direcții principale de activitate: editarea „Monitorului Oficial”, difuzarea informațiilor de larg interes public și cronica foto.
În anul 1996 Moldpres a devenit întreprindere de stat, desfășurându-și activitatea în regim de autofinanțare. În anul următor a stabilit relații de colaborare cu Agenția de știri BELTA (Belarus), iar în 2001 MOLDPRES a devenit membru cu drepturi depline al Asociației Balcanice a Agențiilor de Presă (Alliance of Balcanic News Agencies – ABNA), care include structurile respective din Turcia, Albania, Grecia, Bulgaria, România, Slovenia, Iugoslavia și Macedonia. În același an agenția semnează acorduri de colaborare pentru schimbul de informații cu Agenția de știri DINAU (Ucraina), MTI (Ungaria) și CHINA NOUA (Republica Populară Chineză).
În iulie 2001, trece în subordinea Cancelariei de Stat a Guvernului Republicii Moldova.
În 2002 s-a făcut ultima modificare a titulaturii instituției, MOLDPRES devenind Agenție Informațională de Stat, în subordinea guvernului și tot de atunci a început editarea „Buletinului Oficial al Guvernului”.
Pe 20 mai 2004 la Sofia, Bulgaria, între Agenția MOLDPRES și BTA a fost semnat un acordul de cooperarea în domeniul informației.
În martie 2006 a fost semnat un acordul de colaborare dintre Agenția Națională de Informații a Ucrainei UCRINFORM și MOLDPRES, iar în luna iunie a aceluiași an a fost reînnoit Protocolul de colaborare dintre MOLDPRES și Agenția telegrafică a Belarusiei BELTA.
În 2010, după o lungă perioadă de stagnare, se reiau relațiile de colaborare dintre agențiile naționale de presă ale României și Republicii Moldova – AGERPRES și MOLDPRES, urmând să se efectueze schimbul reciproc de știri, informații și vânzarea de produse fotografice.

## Produse și servicii
Principalele produse comercializate de Moldpres sunt:
- produsele informaționale;
- spațiu publicitar color și alb-negru în „Monitorul Oficial al Republicii Moldova”;
- imagini foto și video de la evenimentele curente din țară;
- imagini foto și video din arhiva agenției;
- portrete și imprimări pe pânză (portretul lui Ștefan cel Mare; Declarația de independență a Republicii Moldova etc.);
- diverse tipărituri și lucrări poligrafice;
- arenda sălii de conferințe pentru organizarea diverselor manifestații (conferințe de presă, întruniri, seminare, prezentări de carte și alte produse etc.);